# Porto Covo
Porto Covo ist eine Gemeinde im Kreis Sines im Alentejo Litoral in Portugal. Auf einer Fläche von 50,7 km² leben 1091 Einwohner (Stand 19. April 2021), dies entspricht einer Einwohnerdichte von 21,5 Einwohnern/km². Der Ort liegt im Parque Natural do Sudoeste Alentejano e Costa Vicentina, einem Naturschutzgebiet, das sich an der gesamten südwestportugiesischen Küste entlangzieht.
Porto Covo hat nach wie vor einen alten Dorfkern, der in der Haupturlaubszeit von Feriengästen belebt wird. Rund um den Ort sind Neubauten für Übernachtungen und private Sommerhäuser entstanden. Porto Covo hat einen winzigen Hafen für die örtliche Fischerei.
Es gibt über Treppen erreichbar diverse kleine Strände, die im Sommer von Badegästen stark besucht werden. Vor Porto Covo befindet sich die Ilha do Pessegueiro mit einem alten Fort.

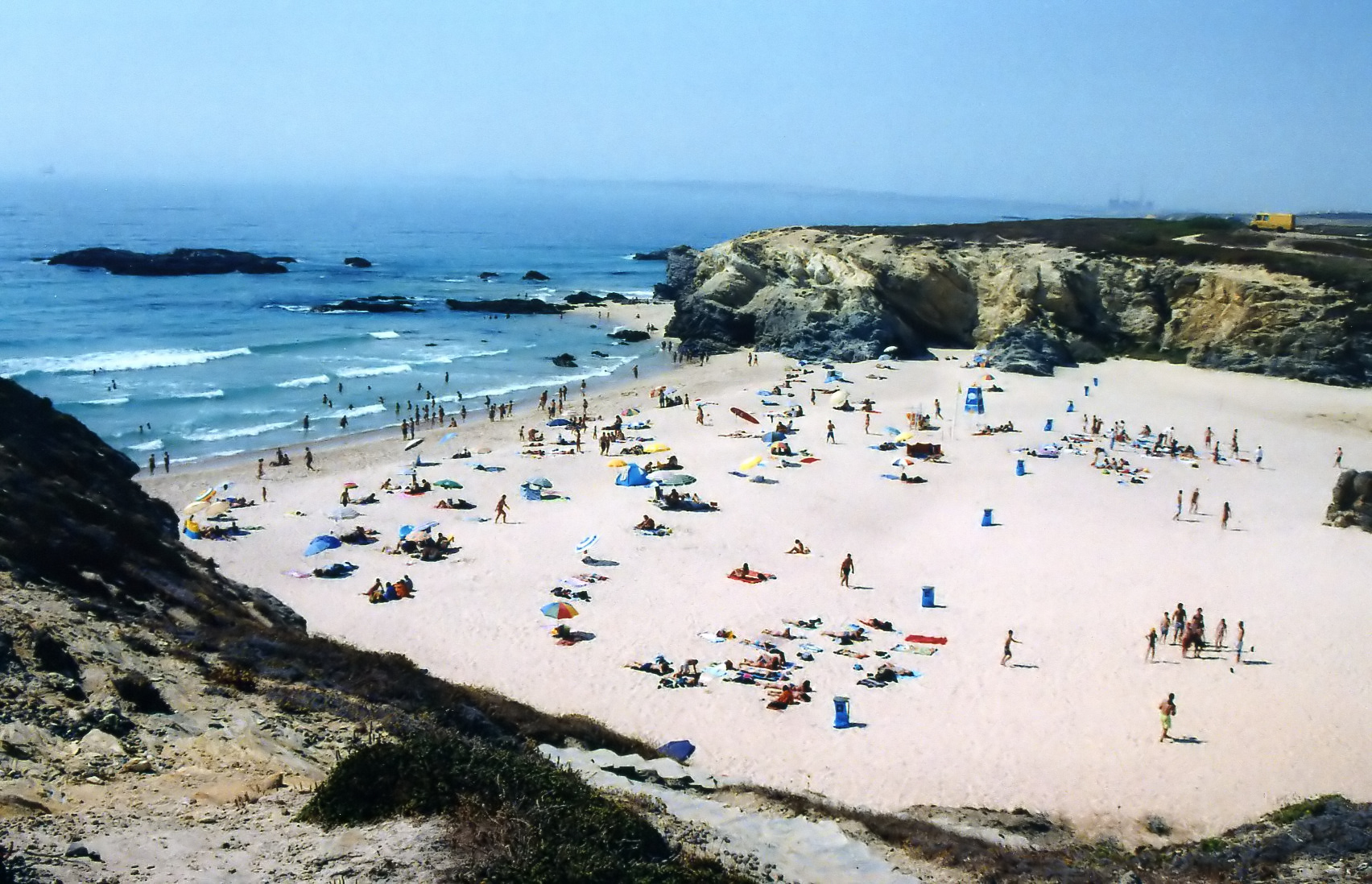
Strand in Porto Covo
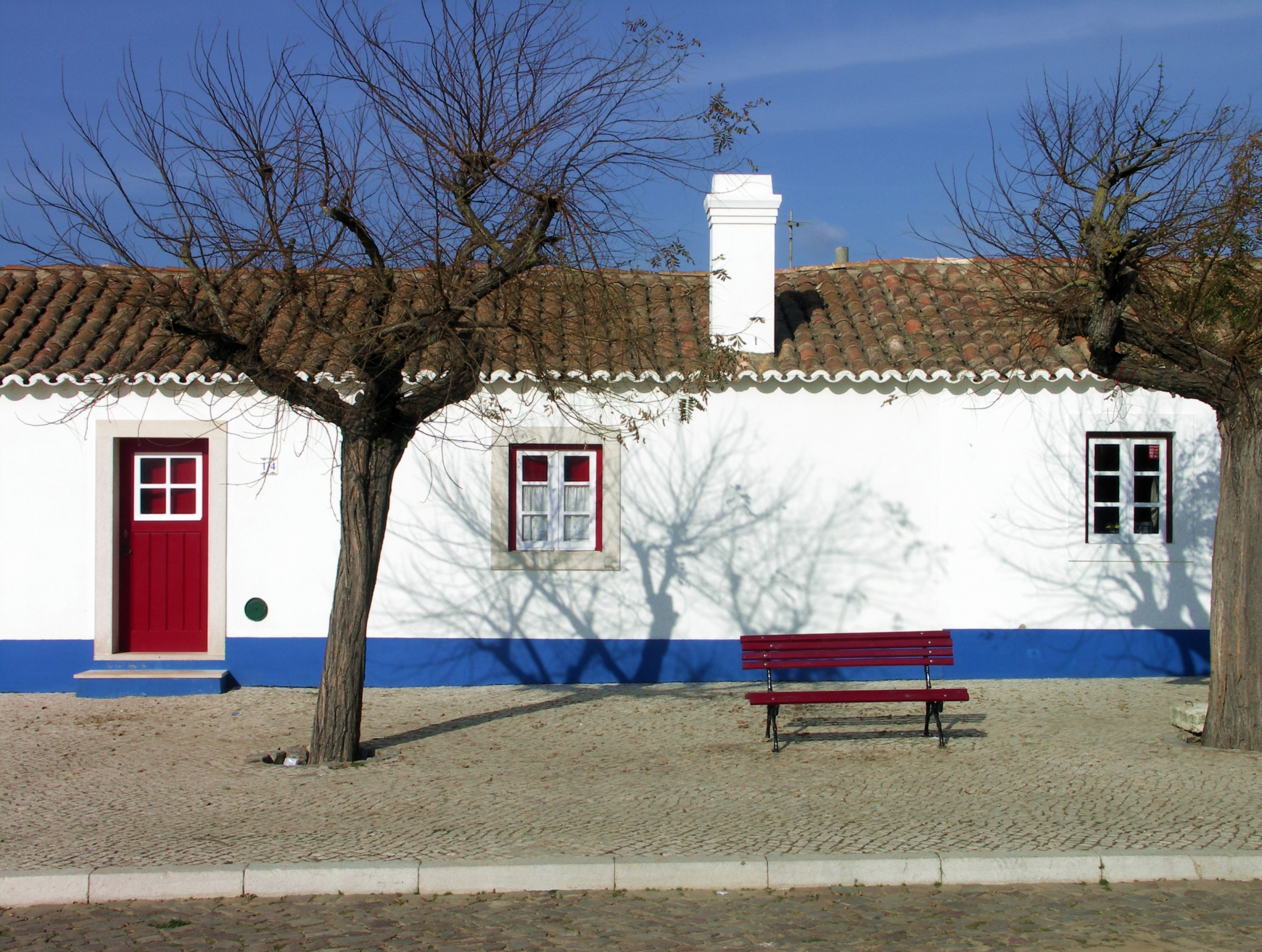
Porto Covo
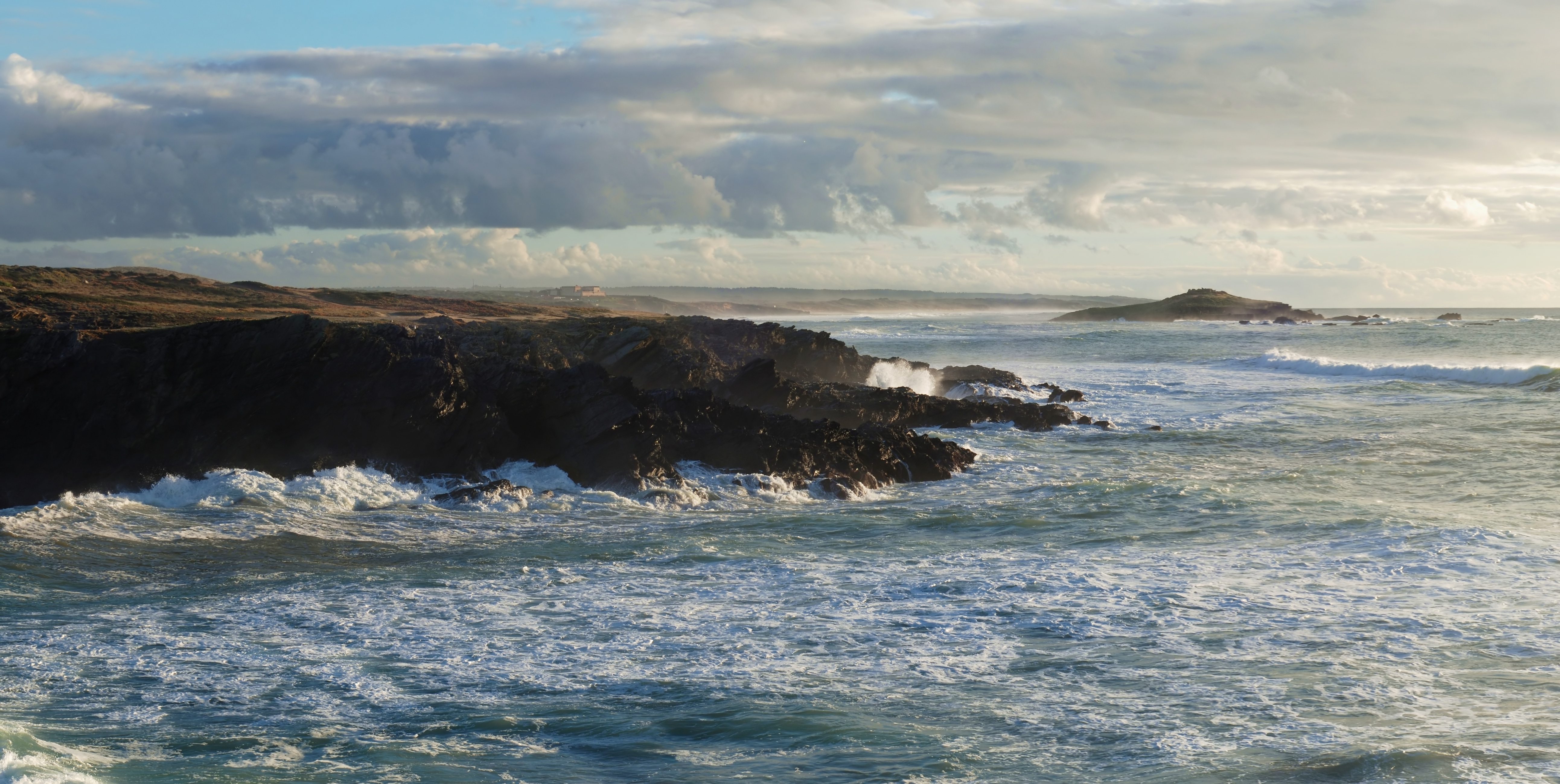
Brandung bei Porto Covo
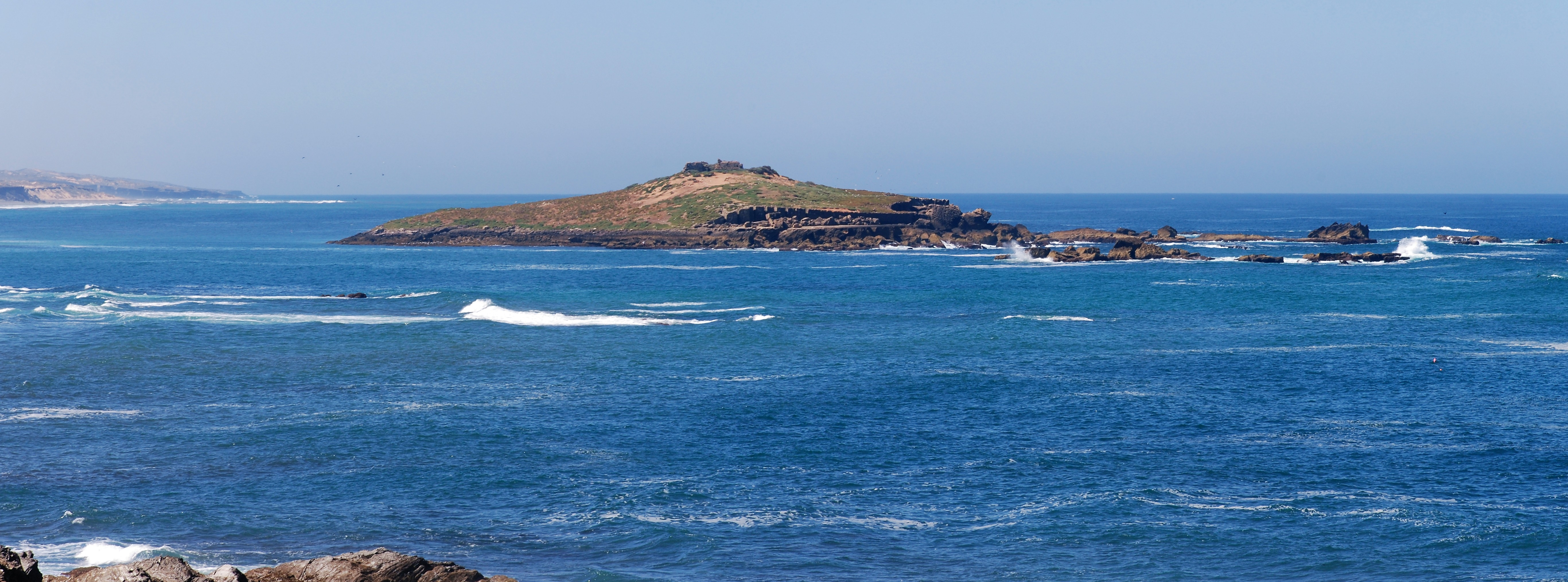
Das Fort auf der Insel